# Quadroppia pseudocircumita
Quadroppia pseudocircumita är en kvalsterart som beskrevs av Mínguez, Ruiz och Subías 1985. Quadroppia pseudocircumita ingår i släktet Quadroppia och familjen Quadroppiidae. Inga underarter finns listade i Catalogue of Life.